# 恰内
恰内（羅馬化：Chany）是俄罗斯新西伯利亚州的工人村（市级镇）、恰内区行政中心，地处新西伯利亚州西部巴拉巴草原上，位于州府新西伯利亚西偏北方，南距R254公路（额尔齐斯公路）约5公里。镇内设有同名铁路车站。
镇名来自西南方的恰内湖，后者又来自于鞑靼语。该地2021年人口有8,093人；2010年人口8,473；2002年人口9,039；1989年人口9,607。